# Woburn
Woburn település az Amerikai Egyesült Államok Massachusetts államában, Middlesex megyében. Lakosainak száma 40 876 fő (2020. április 1.).

## Közlekedés
A települést érinti az Amtrak egyik távolsági vasúti járata is, a Downeaster.

## Népesség
A település népességének változása:

| 2010 | 38 120 |
| 2020 | 40 876 |